# Fairfield (hrabstwo Somerset)
Fairfield – jednostka osadnicza w Stanach Zjednoczonych, w stanie Maine, w hrabstwie Somerset.